# Bert Kranenbarg
Bert Kranenbarg (Veldhoven, 14 september 1965) is een Nederlands radiopresentator die werkt voor KRO-NCRV. Hij was vanaf 1995 dagelijks te horen op NPO Radio 2 en regelmatig op NPO Radio 1. Sinds januari 2017 maakt hij 's middags BertOp5 op NPO Radio 5.

## Biografie
Na het behalen van zijn vwo-diploma ging Kranenbarg Franse taal- en letterkunde studeren aan de Rijksuniversiteit Groningen.
Zijn eerste radio-ervaring deed hij in de jaren tachtig op bij de ziekenomroep "De Zonnegolf" in Apeldoorn. In 1989 begon hij als presentator en redacteur bij de regionale zender Omroep Gelderland. Bij deze omroep presenteerde hij uiteenlopende informatieve en actualiteitenprogramma's voor de radio. Na zes jaar bij Omroep Gelderland te hebben gewerkt vertrok hij in 1995 naar de VARA om presentator te worden van het Radio 2-programma Ontbijtradio. Het programma was elke werkdag een mix van nieuws, service en veel muziek. In dezelfde periode was Kranenbarg de stem van vele VARA-programma's op televisie, bijvoorbeeld Kassa!, Herexamen en Twee voor twaalf. Ook was hij dé VARA-stem voor de aankondigingen van programma's op televisie.
In april 2001 presenteerde hij zijn laatste uitzending van Ontbijtradio en nam hij afscheid van de VARA. Kranenbarg stapte over naar de NCRV, waar hij dagelijks het programma Knooppunt Kranenbarg presenteerde. Daarin het nieuws van de dag en een dagelijks Trilemma waarin luisteraars principiële keuzes maakten in de marge van het gesprek van de dag. Met zijn programma deed Kranenbarg op 4 juni 2009 mee aan Alpe d'HuZes, de inzamelingsactie voor KWF Kankerbestrijding. Daarmee wist hij ruim 125.000 euro in te zamelen. Op 3 juni 2010 was zijn programma weer van de partij, waarbij Kranenbarg zelf ook op de fiets stapte. Tot 2019 deed Kranenbarg jaarlijks verslag van dit goededoelen-evenement.
Bert Kranenbarg besloot na ruim dertien jaar op 1 september 2014 te stoppen met Knooppunt Kranenbarg. Hij presenteerde van 6 september 2014 tot 24 december 2016 Grand Café Kranenbarg op zaterdagmorgen bij NPO Radio 2 voor KRO-NCRV. Daarnaast was hij regelmatig te horen als presentator in De Ochtend bij NPO Radio 1 van KRO-NCRV.
Sinds 2 januari 2017 presenteert hij BertOp5 voor KRO-NCRV, op NPO Radio 5.
Kranenbargs stem is regelmatig te horen als voice-over bij verschillende televisieprogramma's en -spotjes van KRO-NCRV. Kranenbarg verving ook presentator Frits Spits in het KRO-NCRV-programma De Taalstaat op NPO Radio 1.